# Goslinophis
Goslinophis acuticaudus
Genre
Espèce
Goslinophis est un genre fossile de poissons marins de la famille des Ophichthidae, ressemblant à des serpents et découvert dans l'Éocène inférieur (Yprésien) sur le site fossilifère du Monte Bolca en Vénétie (Italie).
Une seule espèce est rattachée au genre, Goslinophis acuticaudus. 

## Classification
Le genre Goslinophis est décrit en 1980 par le paléontologue français Jean Blot,.
L'espèce Goslinophis acuticaudus est décrite en 1835 par le paléontologue suisse Louis Agassiz sous le protonyme Ophisurus acuticaudus ,.

### Découverte et datation
Ses fossiles parfaitement préservés ont été découverts dans les calcaires laminés du célèbre site paléontologique (Lagerstätte) du Monte Bolca, en Vénétie (Italie), plus précisément de la zone de « Pesciara » , un niveau stratigraphique daté d'il y a environ entre 49 et 48,5 Ma (millions d'années),. Ils ont vécu dans les lagons tropicaux de l'océan Téthys, précurseur de la Méditerranée.

## Description
Goslinophis acuticaudus a une longueur de 30 à 40 centimètres. Son corps très allongé est particulièrement fin, il ressemble à une anguille ou à un serpent filiforme. La tête est étroite, avec de petits yeux et un museau pointu. Les nageoires dorsale et anale sont longues et basses ; elles couvraient pratiquement tout le dos et le ventre de l'animal pour rejoindre l'extrémité de la queue. Les nageoires pectorales sont réduites.

## Espèces voisines
Plusieurs espèces de poissons anguilliformes (en forme d'anguilles, mais également le nom de l'ordre des Anguilliformes auquel appartient Goslinophis acuticaudus) sont connues dans le gisement du Monte Bolca. Goslinophis acuticaudus appartient à la famille des Ophichthidae, des anguilliformes particulièrement fins, comme le genre actuel Myrophis.

## Paléobiologie
Dans les lagons tropicaux du Monte Bolca, à l’Éocène, Goslinophis acuticaudus devait se nourrir de vers, de crustacés et de petits animaux.

### Publication originale
- [1835] Louis Agassiz, Recherches Sur Les Poissons Fossiles. Tome IV (4me livraison), 1835, 33-52 p.